# Robert Watson-Watt

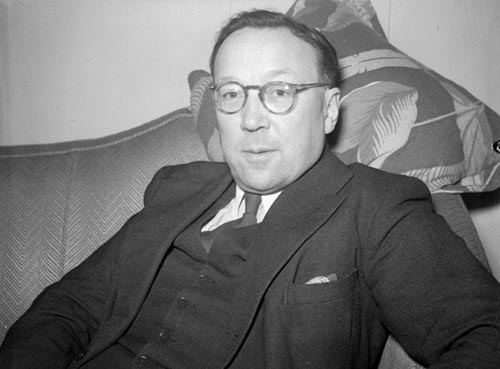
Robert Watson-Watt, en 1944.

Robert Alexander Watson-Watt (Brechin, condado de Angus, Escocia, 13 de abril de 1892-Inverness, 5 de diciembre de 1973) fue un ingeniero y físico escocés, considerado como el inventor del radar (el desarrollo era muy anterior). A pesar de ello, su patente sobre este asunto en 1935, condujo al Reino Unido a instalar la primera red de radares de defensa. Sus investigaciones y su dirección de los proyectos antes y durante la Segunda Guerra Mundial hicieron del radar un instrumento esencial de los aliados para la victoria final.

## Juventud
De origen era descendiente de James Watt, el ingeniero que había inventado la máquina de vapor. Tras estudiar en la escuela pública de Brechin, fue admitido en la Universidad de Dundee (que entonces formaba parte de la Universidad de St. Andrews). Se graduó en Ingeniería en 1912 y consiguió trabajar de profesor ayudante de investigación con el profesor William Peddie, quién le animó en el estudio de la radio o, como entonces se llamaba, la telegrafía sin hilos.

## Inicios de su carrera
En 1915, Watson-Watt trató de trabajar en la Oficina de Guerra pero no existía ninguna infraestructura para investigar en telecomunicaciones. Así, empezó a trabajar como ingeniero electrotécnico en el Servicio Meteorológico interesado en el uso de la radiodetección de tormentas. Al producir los relámpagos la ionización del aire, se produce una señal de radio que Watson-Watt creía podía ser utilizada para advertir del peligro a los pilotos.

## Desarrollo de un concepto
Ya en sus primeros experimentos pudo detectar la señal incluso a muy gran distancia. Sin embargo, existían dos problemas: la dirección desde la que esa señal venía y cómo fijarla. El primer problema se resolvió utilizando una antena direccional que se podía girar manualmente para maximizar la señal, apuntando de ese modo hacia la tormenta. El segundo se resolvió utilizando un tubo catódico de fósforo y un osciloscopio, que se acababa de desarrollar. Este sistema, puesto en marcha en 1923, representaba un importante avance en el desarrollo del sistema de radar. Sin embargo faltaba la parte emisora de un impulso y un modo de medir el tiempo de ida y vuelta de la señal para conseguir determinar la distancia hasta el objetivo.
Al principio trabajó en la Aldershot Wireless Station del Air Ministry Meteorological Office (Servicio Meteorológico de la Aviación Militar). En 1924 pasó a trabajar para el Ministerio de Defensa. 

### Defensa aérea del Reino Unido
En 1933, el Ministerio del Aire (Air Ministry) había empezado a modernizar las estructuras de la defensa aérea del Reino Unido. Durante la Primera Guerra Mundial, los alemanes habían usado zeppelines como bombarderos de larga distancia y su interceptación por medio de aviones había fracasado, y lo único que había funcionado había sido la artillería antiaérea. A pesar de que los zeppelines medían centenares de metros de longitud y se desplazaban a sólo 100 km/h, los cazas sólo los descubrieron tres de las 20 veces en que fueron utilizados y nunca pudieron atacarlos.
Los bombarderos que se desarrollaron después de la guerra ya eran capaces de volar muy por encima de las baterías antiaéreas, lo que representaba una gran amenaza. Además, los aeródromos enemigos sólo estaban situados a 20 minutos de vuelo lo que les permitía atacar y huir antes de que los cazas pudiesen interceptarlos. La única solución parecía ser mantener permanentemente una escuadrilla de cazas en vuelo, lo que era materialmente imposible.

### Alemania nazi
Con el rearme de Alemania en tiempo de los nazis, el peligro parecía estar cada vez más cerca. La propaganda alemana, además, aseguraba que habían desarrollado un rayo de la muerte, que funcionaba con ondas de radio, y que incluso podía destruir ciudades. H. E. Wimperis, presidente del comité, visitó a Watson-Watt en Teddington en 1934 para saber si era factible construir una versión británica de ese rayo de la muerte. Watson-Watt le mostró unos cálculos que ya había realizado su ayudante Arnold Wilkins, demostrando la imposibilidad del concepto. Este hecho permitió que el temor a los nazis se rebajara. Sin embargo, hizo constar que su equipo trabajaría sobre «el difícil pero más real problema del uso de ondas de radio reflejadas para detectar y posicionar blancos». 

### Detección y posición de los aviones
El 12 de febrero de 1935, Watson-Watt envió un memorándum  sobre el sistema propuesto al Air Ministry titulado Detection and location of aircraft by radio methods. A pesar de que no era tan excitante como el concepto de rayo de la muerte, el concepto tenía un importante potencial y se le solicitó una inmediata demostración práctica. Desde el 26 de febrero ya contaba con dos antenas a unos 10 km de una antena de onda corta de la BBC en Daventry. En el secreto más absoluto, Watson-Watt, su ayudante Arnold Wilkins y un único miembro del comité A. P. Rowe, asistieron a la demostración que permitió localizar un bombardero varias veces con la señal emitida. Y lo que fue más importante, el primer ministro Stanley Baldwin estaba informado de los progresos en el desarrollo del radar. 
Dos semanas después, Wilkins dejaba la Radio Research Station junto a un pequeño grupo de colaboradores entre los que estaba Edward George Bowen, para proseguir sus investigaciones en Orfordness. El 2 de abril de 1935, Watson-Watt consiguió una patente para el sistema de radar (patente británica GB593017). A partir de junio, su equipo ya era capaz de detectar un avión a 27 km, lo que era suficiente para frenar cualquier desarrollo o investigación de sistemas competidores de localización sonora. A finales de ese año, el alcance ya era de 100 km y en diciembre estaban listos los planos para cinco estaciones que cubrían la posible aproximación aérea a Londres.
Una de esas estaciones se situó en la costa, cerca de Orfordness y se convirtió en el principal centro de investigación sobre los radares. Pronto se realizarían pruebas a gran escala del sistema, que más tarde se conocería con el nombre de Chain Home, en las que había que localizar e interceptar a un bombardero antes de que actuara. Las pruebas fracasaron, no por la detección del radar sino por el problema de transmitir la información a tiempo. Los cazas salieron demasiado tarde y no vieron su objetivo hasta después de que el bombardero hubiera atravesado la zona de bombardeo. Watson-Watt abordó este problema escalonando los detectores. Los informes terminaban en el War room en el que los observadores indicaban en un gran mapa la posición del enemigo y los coordinadores enviaban la información a los escuadrones de aviones de caza directamente por radio. 
En 1937, ya estaban operativas las primeras estaciones, lo que permitió poner a prueba su sistema. Los resultados fueron concluyentes y se encargaron otras veinte estaciones. A principios de la Segunda Guerra Mundial, había 19 construidas y listas para asumir un papel decisivo en la batalla de Inglaterra. Al finalizar la guerra había un total de cincuenta estaciones. Los alemanes supieron de la construcción de la Chain Home pero en realidad no sabían para qué servía. Pusieron a prueba sus teorías al respecto enviando el GRAF Zeppelin II pero llegaron a la conclusión de que la red era un sistema de comunicación a larga distancia puesto en marcha por la Armada Británica.
Ya en 1936, los británicos comprendieron que la Luftwaffe cambiaría a los bombardeos nocturnos si las expediciones diurnas se revelaban infructuosas. Watson-Watt dedicó a otro de sus ayudantes en la Radio Research Station, Edward George Bowen al desarrollo de un radar que pudiera transportarse en un caza. Esto se debía a que el contacto visual nocturno de un bombardero era solo de unos 300 metros y la red Chain Home de detección no era lo bastante precisa como para encaminar a los cazas tan cerca de sus objetivos.
Bowen decidió que un radar sobre un avión no podía pesar más de 90 kg ni tener un volumen de más de 230 L si no se contaba con más de 500 W de potencia. Para poder reducir el rastro de la antena reduciendo su diámetro, la longitud de onda del haz no podía ser mayor de un metro, lo que era difícil, dada la tecnología de la época. Sin embargo, ese tipo de sistema se perfeccionó en 1940 y resultó esencial para finalizar el "Blitz" de 1941. Bowen también montó ese tipo de radares en los aviones de patrulla marítima en la lucha contra los submarinos.

## La guerra  y la posguerra
Participó en 1941 en la puesta en marcha de los sistemas de radar en los Estados Unidos. Su contribución al esfuerzo de guerra fue de tal magnitud que fue nombrado Caballero en 1942. En 1952, el gobierno británico le abonó 50.000 libras esterlinas por su contribución al desarrollo del radar. Tras la guerra, pasó gran parte de su vida primero en Canadá y luego en los Estados Unidos en los que publicó Three Steps to Victory en 1958.
Fue galardonado en 1948 con la medalla Hughes, concedida por la Royal Society «por sus contribuciones distinguidas a la física de la atmósfera y en el desarrollo del radar».
Robert Watson-Watt regresó a Escocia en los años 1960 y murió en Inverness.

## Obra
- Three Steps to Victory. 1957
- The Pulse of Radar. Autobiographie 1959